# Al-Chardsch
al-Chardsch (arabisch الخرج, DMG al-Ḫarǧ) ist eine Stadt im gleichnamigen Gouvernorat al-Chardsch innerhalb der Provinz Riad in Saudi-Arabien. Sie liegt 77 km südlich von Riad. Die Einwohnerzahl lag 2022 bei ca. 295.000. Sie ist durch eine Eisenbahnstrecke sowohl mit Riad als auch mit Dammam verbunden. Zu den wichtigsten Sehenswürdigkeiten der Stadt gehören die historischen Wasserbrunnen sowie der König Abdulaziz-Palast und die Moschee. Sie ist eine Geschlossene Stadt aufgrund der Prince Sultan Air Base, welche sich in der Stadt befindet.

## Geschichte
Obwohl der landwirtschaftliche Charakter der Siedlung bestimmend blieb, wurde al-Chardsch wegen seiner Nähe zum Wadi Hanifa und zur alten Handelsroute schon früh zu einem kommerziellen und politischen Zentrum. Mit dem Aufstieg des Islams wurde die Oasenstadt zu einem beliebten Zwischenstopp für Pilger, die aus dem Gebiet des Arabischen Golfs im Osten in die Heiligen Städte Medina und Mekka reisten. Bis zum 18. Jahrhundert war al-Chardsch zunehmend verstädtert und zu einem Zentrum für islamische Gelehrte geworden.
Während des zweiten saudischen Staates im 19. Jahrhundert war al-Chardsch eine Hochburg der Unterstützer und später ein Stützpunkt für die Familie Al Saud. Nach seinem historischen Sieg in Riad baute der Gründer des modernen Königreichs Saudi-Arabien, König Abd al-Aziz ibn Saud, in al-Chardsch einen Palast mit einem landwirtschaftlichen Betrieb und einem Gestüt. Viele Beduinen zogen im 21. Jahrhundert in die Stadt und sie wuchs so zu einer Großstadt heran.

## Wirtschaft
Dank seiner vergleichsweise fruchtbaren Böden ist die Region um die Stadt traditionell ein landwirtschaftliches Zentrum. Unter der Führung von König Abdulaziz, der als erster die Initiative zur Milchproduktion im Königreich ergriff, wurde 1938 in al-Chardsch ein Versuchsbetrieb eingerichtet. Seitdem hat es sich zu einer blühenden landwirtschaftlichen Oase entwickelt, in der Getreide, Datteln, Gemüse und Obst produziert werden. Weitere wirtschaftliche Aktivitäten sind die Vieh- und Geflügelzucht und die Pferdezucht.
Der staatliche Rüstungshersteller Military Industries Corporation (MIC) befindet sich in der Stadt. Es wurden außerdem Waffen von Heckler & Koch gefertigt.

## Söhne und Töchter der Stadt
- Shaye Al-Nafisah (1962–2023), Fußballspieler